# Charles Thomson (politik)
Charles Thomson (29. listopadu 1729, Londonderry, Irsko – 16. srpna 1824, Alabama, Pensylvánie) byl sekretář Kontinentálního kongresu po celou dobu jeho existence (1774–1789) a americký Patriot.

## Životopis
Charles Thomson se narodil ve městě Maghera v hrabství Londonderry v Irsku v rodině skotsko-irských emigrantů. Jeho otec John Thomson po smrti své ženy roce 1739 emigroval do britských kolonií v Americe s Charlesem a dvěma nebo třemi jeho bratry. Bohužel na moři zemřel, jeho majetek byl ukraden a opuštění chlapci byli při příjezdu do New Castlu v Delaware rozděleni. Charles se dostal do rodiny kováře v New Castlu v Delawaru. Vzdělával se v městě New London Township v Chester County v Pensylvánii. V roce 1750 se stal lektorem latiny na Philadelphia Academy v Pensylvánii. Oženil se s Hannah Harrison, dcerou prominentního Kvakera Richarda Harrisona.

### Politická kariéra
Během francouzsko-indiánské války byl Thomson politickým oponentem těch kdo nejednali korektně vůči domorodému obyvatelstvu, prezentovali se jako jediní vlastníci provincie Pensylvánie. V roce 1758 byl jako sekretář přítomen na jednání v Eastonu, v Pensylvánii, kde byla 14. ledna 1758 podepsán dokument The Treaty of Easton (Smlouva z Eastonu (1758), smlouva mezi domorodými indiánskými kmeny a britskými guvernéry. Na základě této zkušenosti Thomson napsal spis „An Enquiry into the Causes of the Alienation of the Delaware and Shawanese Indians from the British Interest (1759), popisující příčiny nespokojenosti indiánských kmenů z Delaware a Indiánů Shawanee s počínáním Velké Británie. V dokumentu obviňoval majitele půdy ze zapříčinění vzniku války. Byl spojencem Benjamina Franklina, ale oba muži se politicky rozešli během krize kolem Stamp Act (Kolkový zákon) v roce 1765. Thomson se stal ve Filadelfii vůdcem společnosti „Sons of Liberty“ (tajná revoluční organizace, která byla vytvořena ve třinácti amerických koloniích, aby prosazovala práva evropských kolonistů a bojovala proti daňové politice britské vlády).

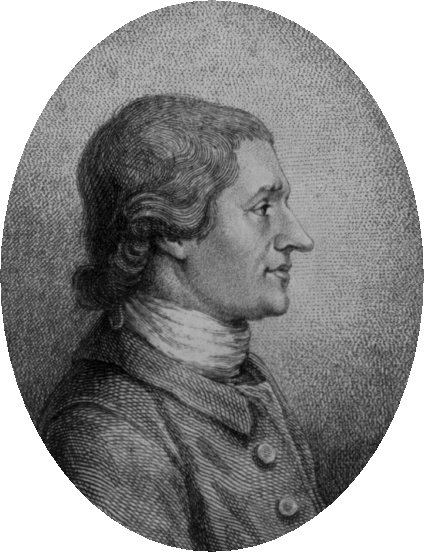
Charles Thomson, malíř Pierre Eugene du Simitiere, rok 1783

Thomson byl lídrem v revoluční krizi na počátku sedmdesátých let 18. století. John Adams ho nazval „Samuel Adams z Filadelfie“. Thomson pracoval jako tajemník kontinentálního kongresu po celou dobu jeho existence. Během těchto 15 let Kongres viděl mnoho delegátů přicházet a odcházet, ale Thomsonovo odhodlání zaznamenávat debaty a rozhodnutí zajišťovala kontinuitu. Spolu s Johnem Hancockem, prezidentem Kongresu, se Thomsonovo jméno (jako sekretáře) objevilo v první publikované verzi Deklarace nezávislosti v červenci 1776.
Thomsonova role tajemníka Kongresu se neomezovala pouze na administrativní povinnosti. Podle životopisce Boyda Schlenthera Thomson „převzal přímou zodpovědnost při vedení zahraničních věcí“. Fred S. Rolater píše, že Charles Thomson byl v podstatě „předseda vlády Spojených států“. Jeho jméno je také uváděno v souvislosti s návrhem Velké pečeti Spojených států (Great Seal of the United States), který vytvořil ve spolupráci s heraldikem Williamem Bartonem. Velká pečeť hrála významnou roli při ratifikaci Pařížské smlouvy 14. ledna 1784 (dnes označován jako Den ratifikace). Zástupci Británie v Paříži zpočátku zpochybňovali umístění podpisu prezidenta Kongresu Thomase Mifflina a Velké pečeti, dokud nebyli uklidněni Benjaminem Franklinem.
Thomsonova služba však nebyla bez kritiků. James Searle, blízký přítel Johna Adamse a delegát, zaútočil holí na Thomsona, důvodem bylo Searlovo tvrzení, že byl chybně uveden v zápise, což vedlo k několika vzájemným ranám do obličeje. Takové potyčky nebyly neobvyklé a mnoho z nich vzniklo z hádky o správnosti Thomsonových zápisů. Politické neshody zabránily Thomsonovi získat postavení v nové vládě vytvořené ústavou Spojených států. Thomson rezignoval v červenci 1789 na funkci sekretáře Kongresu a předal Velkou pečeť, čímž ukončil 4. března 1789 Konfederační kongres. Poslední roky strávil v Harriton House v Bryn Mawr v Pensylvánii, kde pracoval na překladu Bible. On také publikoval přehled čtyř evangelistů v 1815. V důchodu se Thomson také věnoval vědě o zemědělství a včelařství.

Velká pečeť USA, přední strana s národními symboly

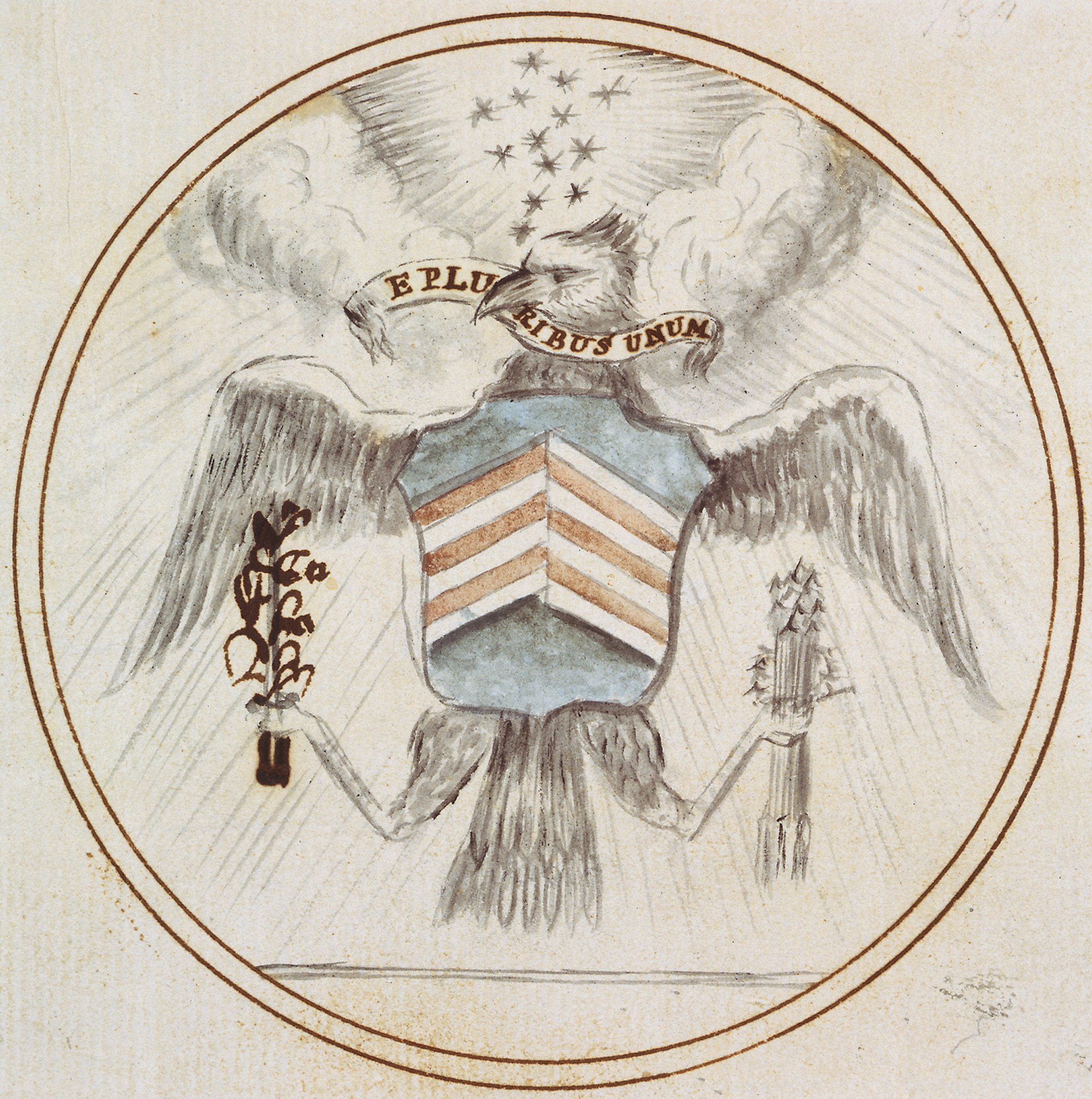
Návrh CH. Thomsona a W. Bartona, přijata upravená verze

Velká pečeť USA, zadní strana

## Spisy
Jako tajemník Kongresu si Thomson vybíral co se má zahrnout do oficiálních časopisů kontinentálního kongresu.
Připravil také dílo o více než 1000 stranách, které se zabývalo politickou historií americké revoluce. Poté, co odešel z úřadu, rozhodl se zničit tuto práci ve snaze zachovat pověst vůdců války za nezávislost jako hrdinů a chtěl se vyhnout se „rozporům v historii velkých událostí revoluce. Nechť svět obdivuje domnělou moudrost a odvahu našich velkých mužů. Možná si tak mohou tyto vlastnosti, které jsou jim připisovány, osvojit i budoucí generace a tak tímto způsobem i on přispěje budoucímu dobru.“

## Velká pečeť USA
Přední (nahoře) a zadní (dole) strana Great Seal of the United States, Velké pečeti, přijaté v roce 1782; před 238 lety. Na lícní straně jsou znázorněny národní symboly, zatímco na zadní straně je zobrazena nekončená pyramida, oko v trojúhelníku, latinský nápis „Annuit cœptis“ a „Novus ordo seclorum“.
Vlevo je původní návrh Charlese Tompsona, který vytvořil ve spolupráci s heraldikem Williamem Burtonem. Jejich návrh byl modifikován a přijat.

### Konec života
Podle Thomase Jeffersona, který napsal Johnu Adamsovi, byl Thomson ve stáří nemocný, nebyl schopen rozpoznat členy své vlastní domácnosti.